# Cumulopuntia chichensis
Cumulopuntia chichensis ist eine Pflanzenart in der Gattung Cumulopuntia aus der Familie der Kakteengewächse (Cactaceae). Das Artepitheton chichensis verweist auf das Vorkommen der Art in der bolivianischen Provinz Nor Chichas.

## Beschreibung
Cumulopuntia chichensis bildet dichte Polster mit Durchmessern von 1 Meter und mehr. Die grasgrünen, gedrungenen, ellipsoiden, gehöckerten Triebabschnitte sind bis zu 10 Zentimeter lang. Die Höcker sind etwas rhomboid. An den Seiten der Triebabschnitte bilden sie ein Netzmuster, im Bereich der Spitzen sind sie ziegelförmig. Auf den Triebabschnitten sitzen etwa 20 Areolen, die an ihren Seiten bis weit zur Basis reichen. Aus etwa der Hälfte der Areolen entspringen Dornen. Die bis zu 16 und mehr, sehr variablen, weißlichen Dornen sind gerade bis gebogen, ausgebreitet und ineinander greifend. Sie sind bis zu 5 Zentimeter lang.
Die goldgelben Blüten erreichen Längen von bis zu 5 Zentimeter. Das Perikarpell borstig oder nur mit wenigen Glochiden besetzt. Die kugelförmigen bis ellipsoiden, hell grünlich gelben Früchte sind bis zu 5 Zentimeter lang und nahezu unbewehrt.

## Verbreitung, Systematik und Gefährdung
Cumulopuntia chichensis ist in den bolivianischen Departamentos Cochabamba, Oruro, Potosí und Tarija sowie der argentinischen Provinz Jujuy in der Puna-Vegetation in Höhenlagen von 3250 bis 3850 Metern verbreitet.
Die Erstbeschreibung als Tephrocactus chichensis erfolgte 1952 durch Martín Cárdenas. Edward Frederick Anderson stellte die Art 1999 in die Gattung Cumulopuntia. Weitere nomenklatorische Synonyme sind Opuntia chichensis (Cárdenas) G.D.Rowley (1958) und Austrocylindropuntia chichensis (Cárdenas) G.D.Rowley (2006).
In der Roten Liste gefährdeter Arten der IUCN wird die Art als „Least Concern (LC)“, d. h. als nicht gefährdet geführt. Die Entwicklung der Populationen wird als stabil angesehen.

## Nachweise